# Pastillus
Pastillus is een geslacht van kevers van de familie (Cybocephalidae).

## Soorten
- P. basilewskyi Endrödy-Younga, 1962
- P. conflexus Endrödy-Younga, 1962